# Acheng
För andra betydelser, se Acheng (olika betydelser).
Acheng, tidigare känt som Alcuka, är ett stadsdistrikt i Harbin, som är huvudstad i provinsen Heilongjiang i  nordöstra Kina. Före 2006 var Acheng en stad på häradsnivå inom Harbin. Acheng ligger sydöst om Harbin.
Acheng består i sydöst av en kuperad trakt och i nordväst vid Songhua av flodslätt med jämnare yta. Acheng omges av bördig jordbruksmark och är en viktig producent av bland annat sojabönor, majs, vete och ris. Järnväg och motorväg finns i staden.
Jindynastins första huvudstad Shangjing grundades här på 1100-talet och ruiner från staden har grävts fram av arkeologer.
Acheng, ursprungligen benämnd Ashihe, grundades i sin nuvarande skepnad 1909 och blev stad 1989. Den gamla, södra staden har antika lämningar av bland annat murar och tros vara kärnan i ett dåtida kinesiskt välde.